# جيمي أوليفر (عازف جاز)
جيمي أوليفر (بالإنجليزية: Jimmy Oliver)‏ هو عازف جاز أمريكي، ولد في 1920 في فيلادلفيا في الولايات المتحدة، وتوفي في 4 فبراير 2005.

## وصلات خارجية
- جيمي أوليفر على موقع ميوزك برينز (الإنجليزية)